# Lanchester-Maschinenpistole
Die Lanchester-Maschinenpistole war eine britische Infanteriewaffe aus der Zeit des Zweiten Weltkrieges.

## Geschichte
Im Vorfeld des Krieges stand das britische Militär Maschinenpistolen ablehnend gegenüber. Obwohl diese sich auf deutscher Seite in den Grabenkämpfen des Ersten Weltkrieges bewährt hatten, sah man im Vereinigten Königreich keine Veranlassung, selbst solche Waffen einzuführen. Die Skepsis wich jedoch mit Kriegsbeginn. Nach der Evakuierung der britischen Expeditionstruppen aus Dünkirchen galt es, die erlittenen Materialverluste wettzumachen. In aller Eile entwickelte man auf der Basis der deutschen Maschinenpistole des Typs MP 28 die Lanchester-MPi. Der Mechanismus war praktisch baugleich mit dem Original; die Magazine wurden wie dort von links eingesetzt, die hölzerne Schäftung entsprach jedoch der des Lee-Enfield-Gewehres. Die Messerbajonette des Lee-Enfield konnten ebenso aufgepflanzt werden.
Die Lanchester war durchaus robust, aber auch sehr schwer. Die Fertigung war kostspielig und erforderte aufwändige Frästechniken, der Magazinschacht bestand gar aus massivem Messing. Deshalb wurde die Produktion auch bald zugunsten der MPi Sten eingestellt, die sich ungleich rationeller produzieren ließ. Die Anzahl der gebauten Exemplare ist nicht gesichert, wird aber 50.000 Stück nicht überstiegen haben. Der ursprüngliche Auftrag zum Bau der Maschinenpistole ging von der Royal Air Force aus, die damit rückwärtige Dienste und Wachsoldaten ausrüsten wollte. Letztendlich wurde sie aber nur an Truppen der Royal Navy ausgegeben und fand nur wenig Einsatz im Gefecht. Die letzten Lanchesters im Dienst wurden 1960 ausgemustert.